# Juan Ignacio Briones
Juan Ignacio Briones (Mar del Plata, Argentina; 16 de enero de 1986) es un exfutbolista argentino. Jugaba de mediocampista central, ya retirado profesionalmente. 
Es hermano mayor del futbolista Agustín Briones.

## Trayectoria
Surgido de las divisiones inferiores del Boca Juniors, debutó en el año 2006 en el Club Atlético Aldosivi y siguió en las filas del plantel profesional hasta junio de 2010, año en el cual no renovó su contrato por haber sido relegado por el entonces director técnico "Salvador Daniele"  y pasó al Gyori ETO FC de la liga húngara "NBI", club que pagó 250.000 euros por el pase del jugador y uno de los salarios más altos del plantel, club en el cual jugó una temporada. En 2011 fichó para Deportes Concepción del fútbol de Chile, club en el cual jugó una temporada.
En 2012 de la mano de Andrés Rebottaro (un ex DT suyo), ficha por Gimnasia y Esgrima de Mendoza.
En 2014 ficha para Independiente de Formosa, club en el que muestra un gran nivel futbolístico y genera interés de clubes de la Primera División de Paraguay.
En 2015  ficha para Club General Díaz de la Primera División de Paraguay.
En 2016 con ofertas para seguir su carrera deportiva en el exterior tomó la decisión de ponerle punto final a su carrera.

## Clubes
| Club                   | País      | Año       |
| ---------------------- | --------- | --------- |
| Aldosivi               | Argentina | 2006-2010 |
| Győri ETO              | Hungría   | 2010-2011 |
| Deportes Concepción    | Chile     | 2011-2012 |
| Gimnasia y Esgrima (M) | Argentina | 2012-2013 |
| Independiente (F)      | Argentina | 2014-2015 |
| General Díaz           | Paraguay  | 2015-2016 |